# Пылтсамаа (волость)
Пылтсамаа (эст. Põltsamaa  ) — бывшая волость в Эстонии в составе уезда Йыгевамаа.

## Положение
Площадь волости — 416,9 км², численность населения на 1 января 2010 года составляла 4441 человек.
Административный центр волости — город Пылтсамаа. Помимо этого, на территории волости находятся 2 посёлка и 28 деревень.